# Thomasschule

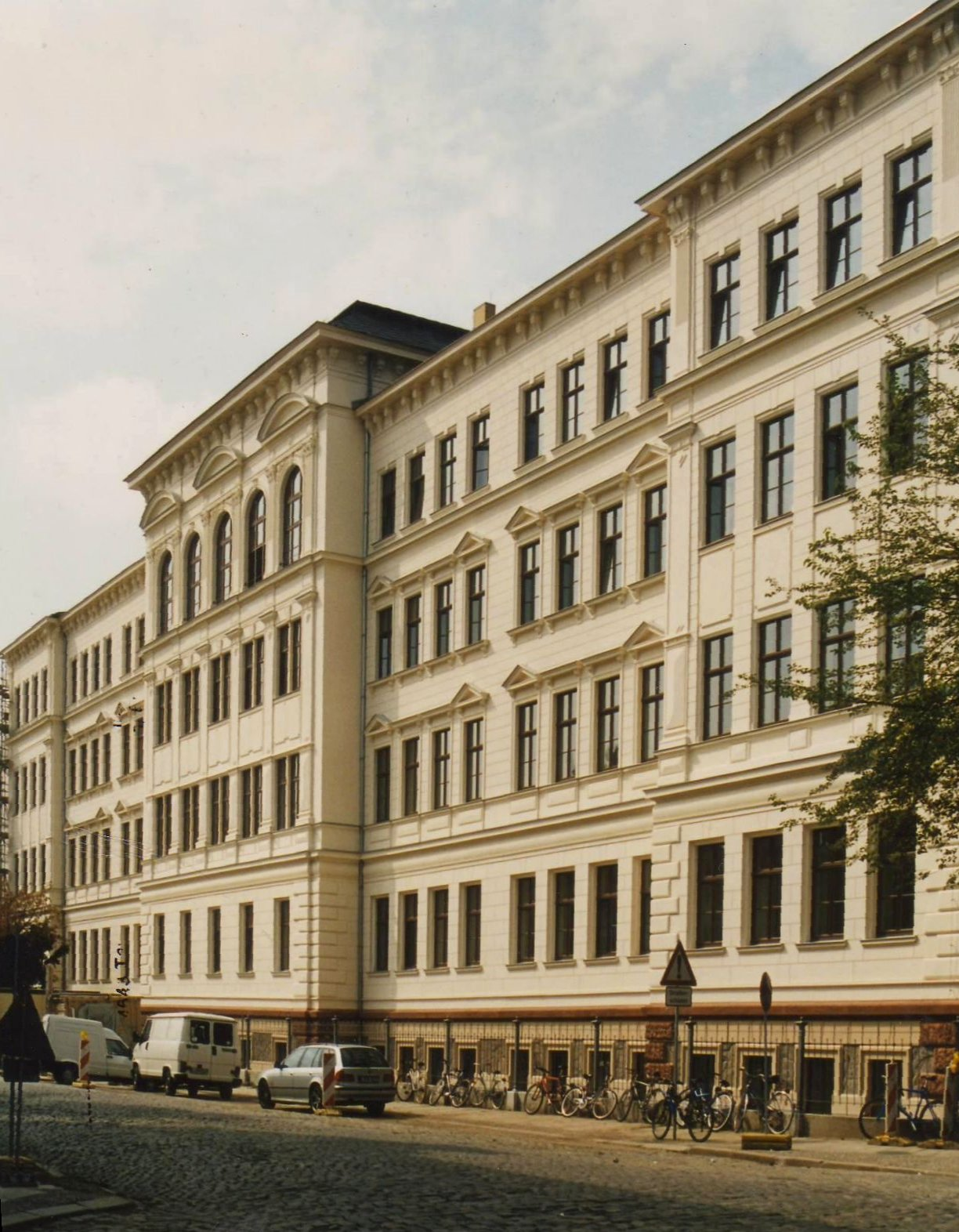
Thomasschules nuvarande lokaler på Hillerstrasse i Leipzig.

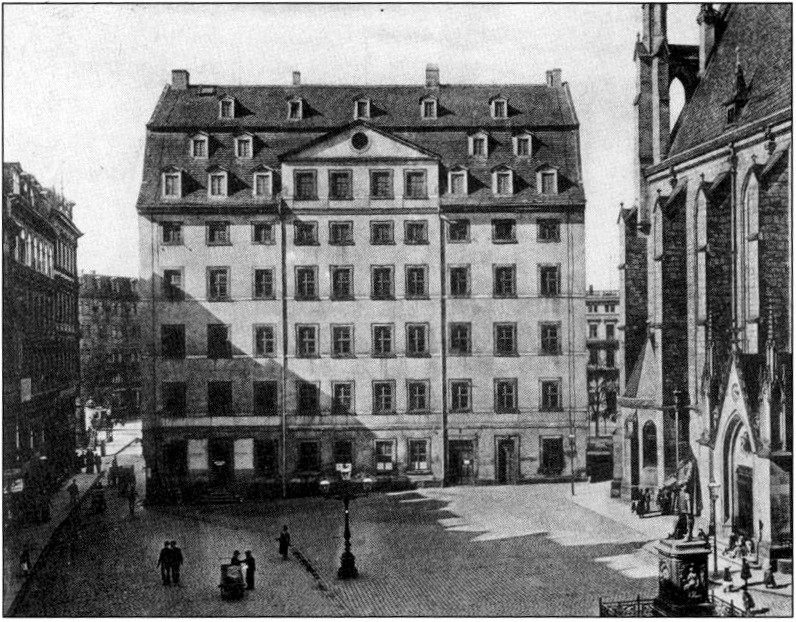
Den gamla skolbyggnaden vid Thomaskirche i Leipzig där Bach verkade. Fotografi från 1896. Byggnaden revs 1902.

Thomasschule, latin: Schola Thomana, är en humanistiskt, klassiskt och musikaliskt orienterad gymnasieskola i Leipzig i Tyskland. Skolan är en av de äldsta i Tyskland, grundad 1212, och drivs sedan 1500-talet som en kommunal internatskola i staden Leipzigs regi.

## Historia
Thomasschule är den äldsta skolan i Sachsen och därigenom även en av de äldsta kontinuerligt verksamma skolorna i Tyskland, grundad år 1212 av markgreve Didrik den beträngde av Meissen. Den var ursprungligen augustinkorherrarnas stiftsskola i Leipzig och uppkallades efter aposteln Tomas. Skolan bedrevs ursprungligen som en schola pauperum avgiftsfritt för stadens fattigare barn, och utvecklades snart till en trivialskola; redan vid det första omnämnandet i skrift 1254 omtalas även betalande elever från det mer välbeställda borgerskapet. Vid den lutherska reformationen övertog staden Leipzig driften av skolan som latinskola och lät uppföra en ny skolbyggnad i samband med att klosterbyggnaderna revs. Denna skolbyggnad, kallad Alte Thomasschule, där bland andra Johann Sebastian Bach verkade som lärare och hade sin tjänstebostad, byggdes om flera gånger och var i bruk fram till 1877, då man på grund av platsbrist var i behov av nya lokaler. Byggnaden revs slutligen 1902.
Neue Thomasschule i Bachviertel några kvarter sydväst om Thomaskirche färdigställdes 1877. Denna byggnad förstördes i andra världskrigets bombningar 1943–1944, då även stora delar av skolans musikarkiv förstördes. Flera av de viktigaste historiska handskrifterna, bland annat Bachs koralkantater räddades dock av den dåvarande Thomaskantorn Günther Ramin och förvaras idag i Bacharkivet i Leipzig. Den nuvarande skolbyggnaden på Hillerstrasse i Bachviertel, ursprungligen uppförd som folkskola, användes 1951–1973 och används åter sedan 2000 som lokaler för Thomasschule, medan platsen för 1800-talsskolan idag används som skolans bollplan.
Under DDR-epoken var skolan en av de få i den sovjetiska ockupationszonen som behöll språkundervisning i klassisk grekiska och latin.
Thomaskyrkans gosskör, Thomanerchor, är ända sedan 1200-talet del av skolans musikaliska liv och medlemmarna är inskrivna som elever vid skolan.

## Kända lärare och alumner
Bland kända lärare vid skolan märks bland andra nobelpristagaren i fysik Ferdinand Braun och kompositören, körledaren och Thomaskantorn Johann Sebastian Bach. Bach bidrog under sin tid till att etablera skolans och körens internationella rykte. Bland kända elever vid skolan märks bland andra Bachs söner, även dessa kända musiker och kompositörer: Wilhelm Fridemann, Carl Philipp Emanuel, Johann Christoph Friedrich och Johann Christian Bach. Andra kända alumner är Amerikaforskaren Eduard Friedrich Poeppig, kompositören Richard Wagner, konstnären Julius Schnorr von Carolsfeld, politikern Klaus von Dohnanyi och dirigenten Christoph von Dohnányi.